# Pell City (Alabama)
Pell City é uma cidade localizada no estado americano de Alabama, no Condado de St. Clair.

## Demografia
Segundo o censo americano de 2000, a sua população era de 9565 habitantes.
Em 2006, foi estimada uma população de 11.894, um aumento de 2329 (24.3%).

## Geografia
De acordo com o United States Census Bureau, a localidade tem uma área de 70,3 km², dos quais 63,6 km² cobertos por terra e 6,7 km² cobertos por água. Pell City localiza-se a aproximadamente 194 m acima do nível do mar.

## Localidades na vizinhança
O diagrama seguinte representa as localidades num raio de 24 km ao redor de Pell City.